# Paul Rudolf Backhaus
Paul Rudolf Backhaus (* 29. August 1879 in Leipzig; † 19. September 1955 in Leipzig) war ein deutscher Bildhauer.

Gipsfigur „Psyche“, gezeigt auf der Großen Berliner Kunst-Ausstellung 1907

Sein Vater war der Baumeister Otto Ferdinand Willibald Backhaus, seine Mutter Minna Auguste Backhaus geb. Ullrich. Er ist auf dem Gohliser Friedhof in Leipzig begraben in einer denkmalgeschützten Grabstätte aus der Mitte des 17. Jahrhunderts.
Von 1900 bis 1907 studierte Backhaus bei Johannes Schilling an der Dresdner Kunstakademie. 1907 beteiligte er sich mit drei Arbeiten an der Großen Berliner Kunstausstellung: Mit der Gipsfigur „Psyche“ (Saal 16, lfd. Nr. 954), der Bronzeprägung „Erwachendes Mädchen“ (Saal 43, 1889, mit Medaille in Bronze ausgezeichnet) und der Bronzeprägung „Mädchen mit Spiegel“ (1889, mit Medaille in Silber ausgezeichnet).  Von 1908 bis 1928 lebte und arbeitete er im Künstlerhaus Dresden-Loschwitz. Backhaus gestaltete nach dem Ersten Weltkrieg mehrere Kriegerdenkmäler. In der Zeit des Nationalsozialismus arbeitete er in Leipzig als Konstruktionszeichner.
Ein von ihm gestalteter Wasserspeier am Schloss Schweinsburg ist noch heute zu besichtigen. Die Geipel-Stiftung überließ dem Leipziger Museum der bildenden Künste folgende Bronzefiguren: „Esel“ (1909, 25,2 cm × 27,0 cm × 8,5 cm), „Laufender Bär“ (1911, 24,5 cm × 41,5 cm × 17,0 cm), „Mädchen mit Halskette“ (1912, Höhe 57,8 cm, Plinthe 20,5 cm) und „Eva“ (1921, 22,0 cm × 8,3 cm × 8,0 cm). Die Städtische Galerie Dresden besitzt ein Gipsrelief „Madonna“.

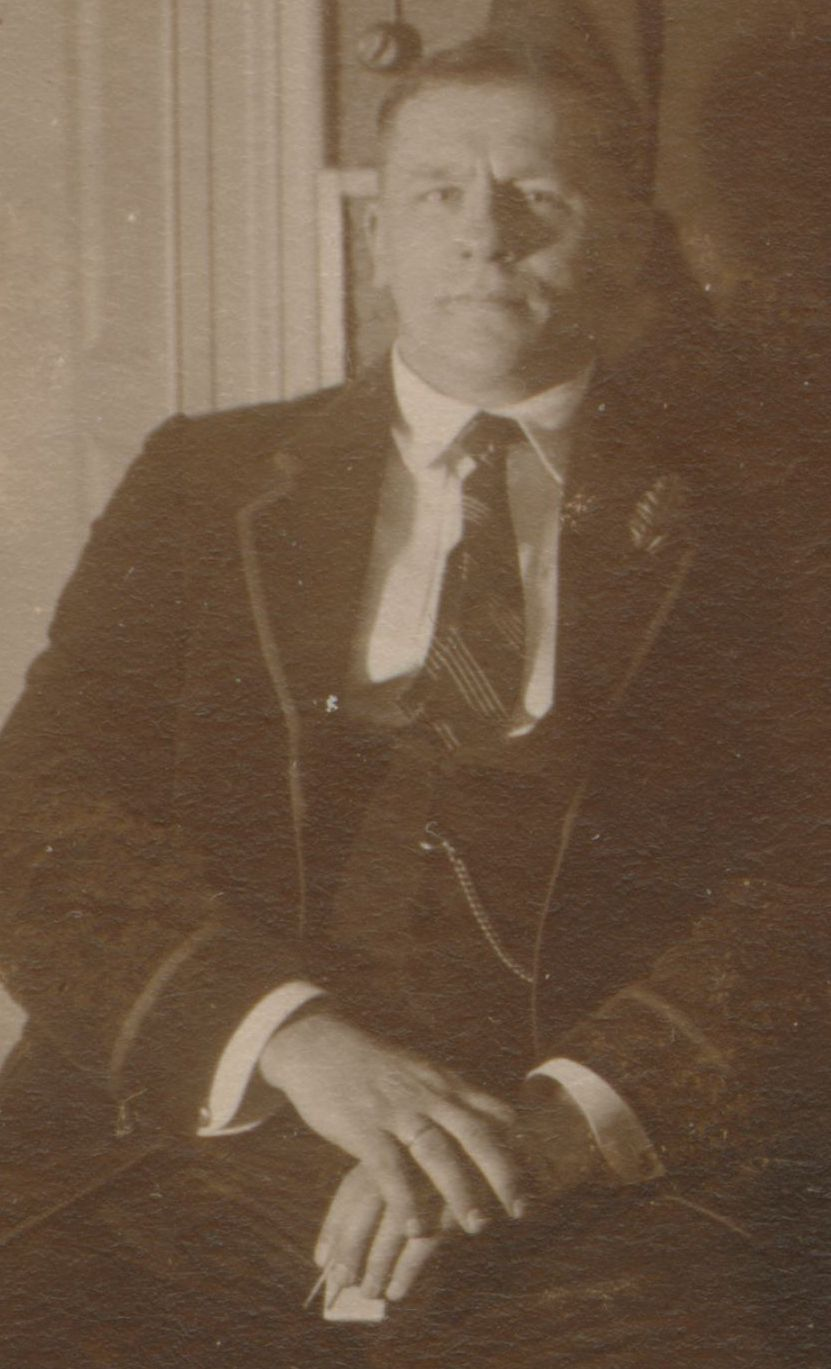
Porträt Rudolf Backhaus
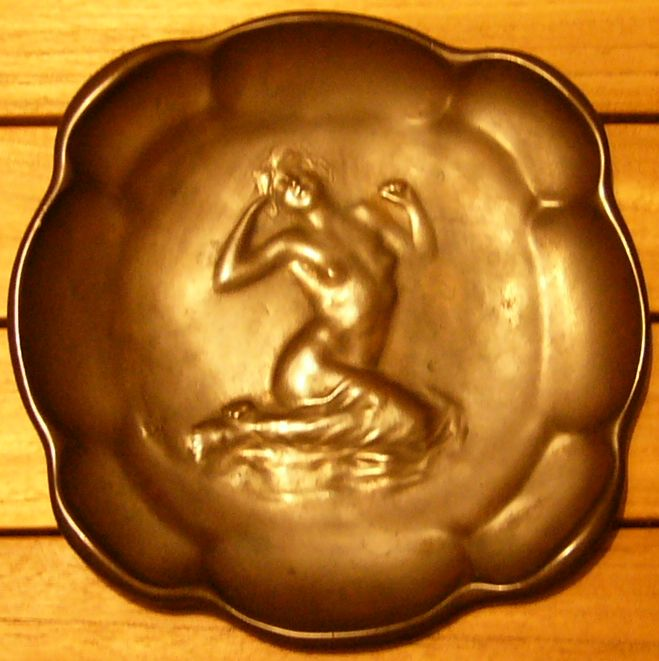
Aschenbecher "Erwachendes Mädchen", Bronze, 1889
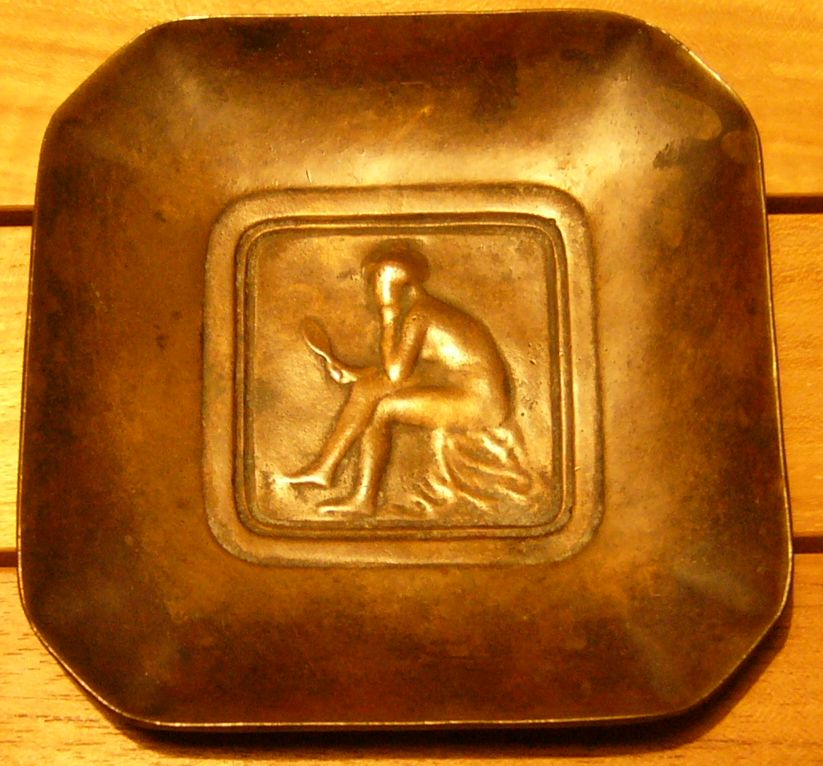
Aschenbecher "Frau mit Spiegel", 1889, Bronze
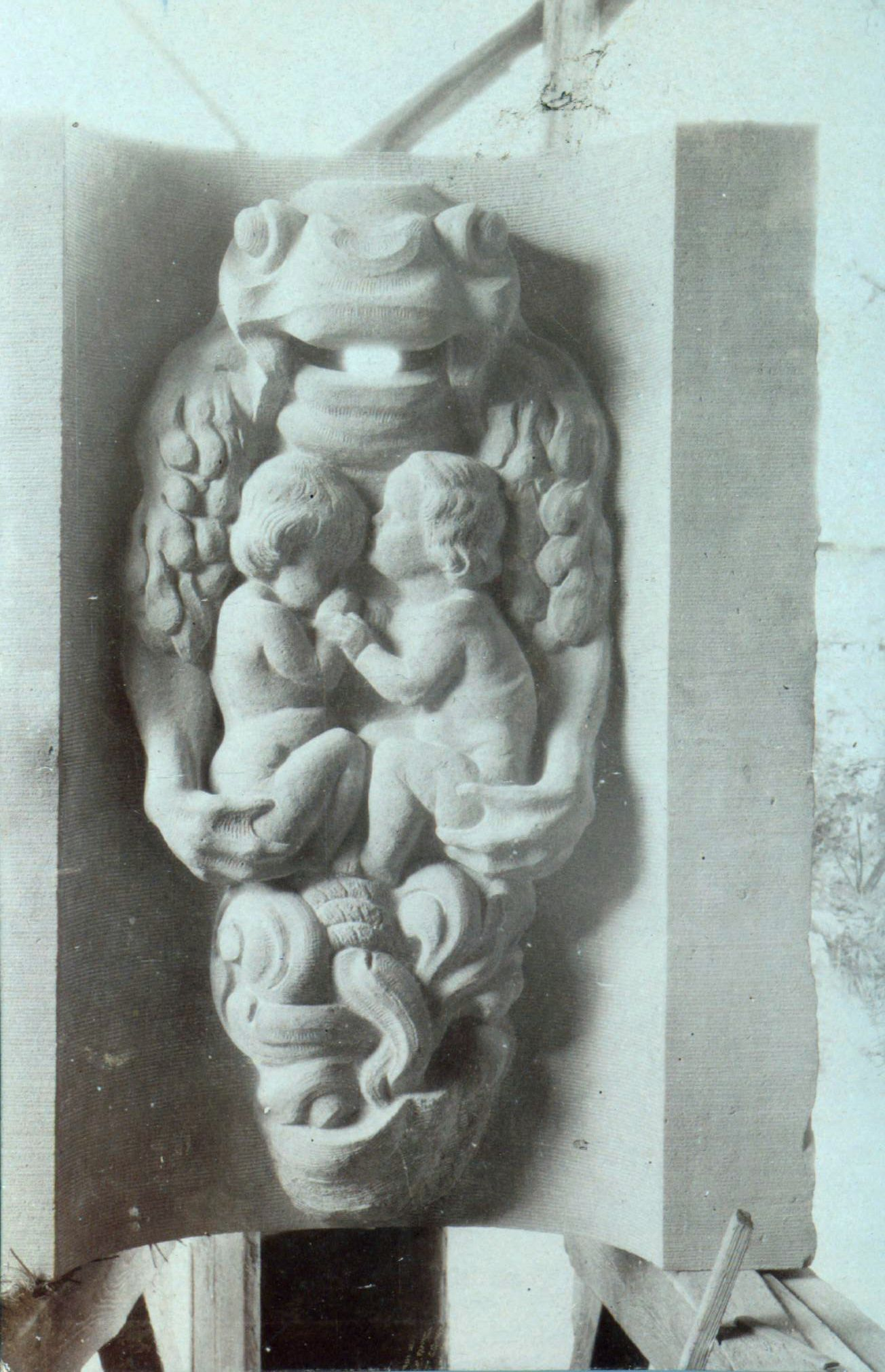
Wasserspeier für Schloss Schweinsburg, noch in seinem Atelier
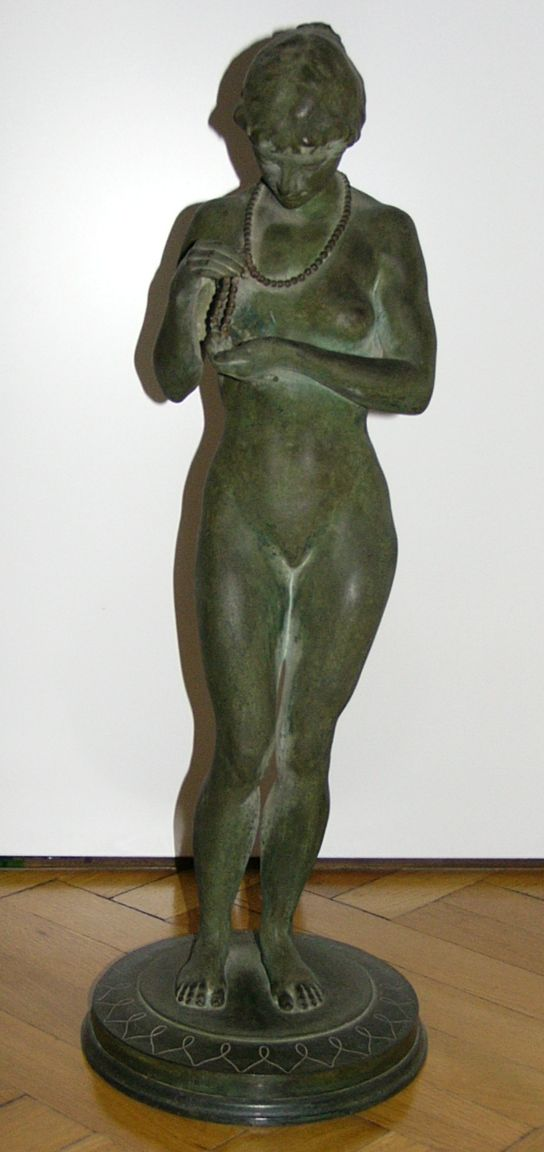
Bronzefigur „Mädchen mit Halskette“
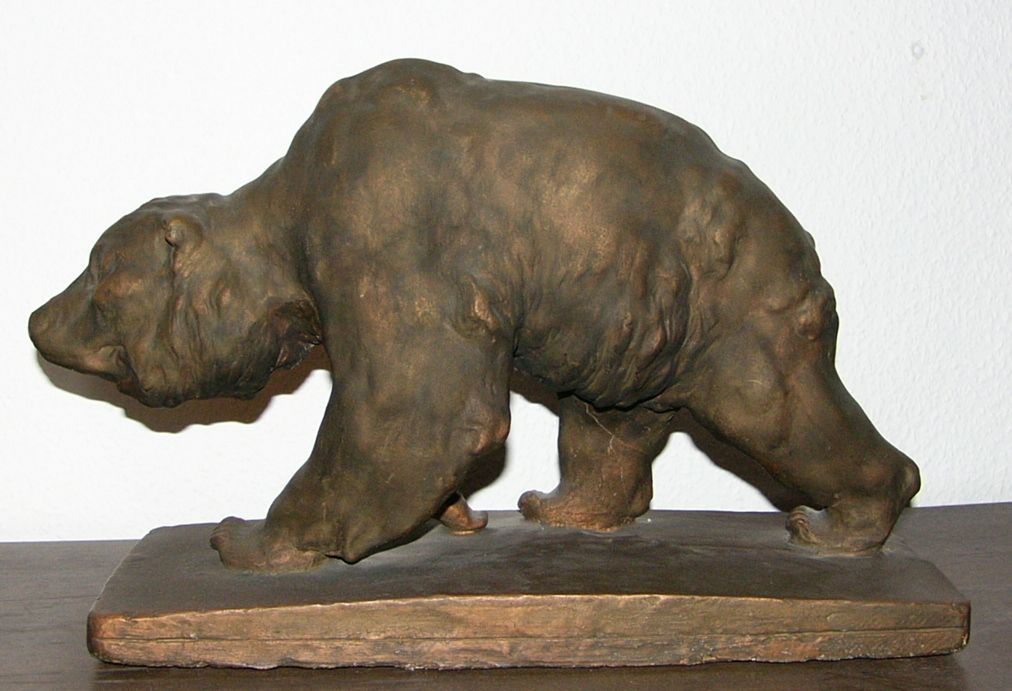
Bronzefigur„Laufender Bär“
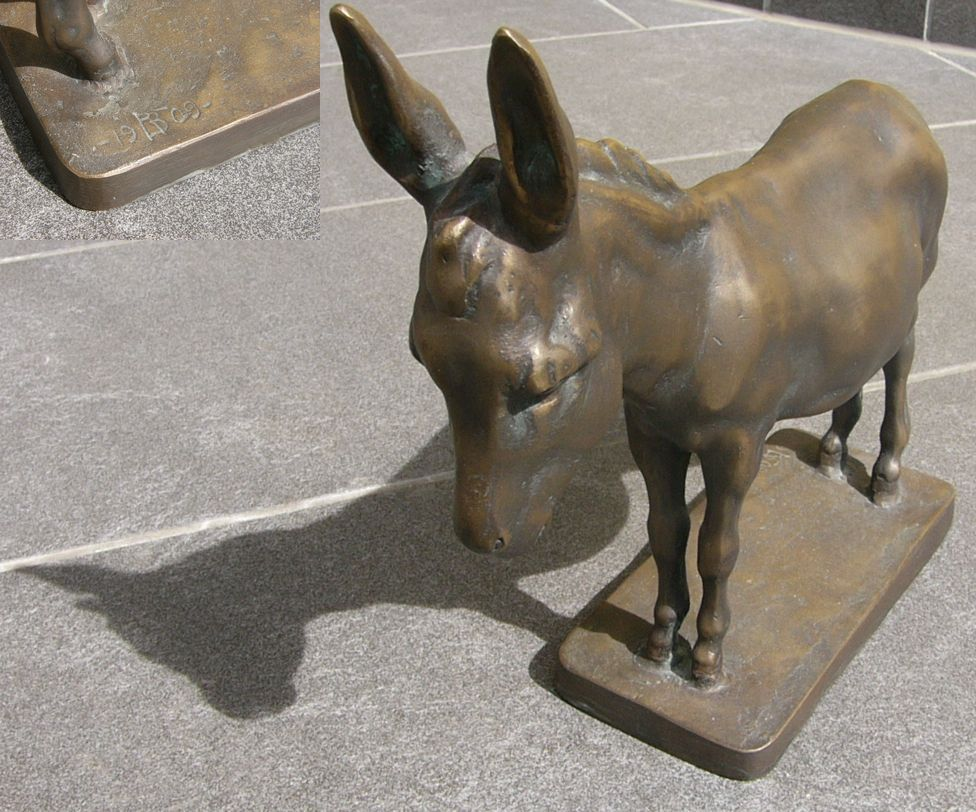
Bronzefigur "Esel"